# Fritz Krcal
Fritz Krcal (* 7. November 1888 in Bregenz; † 29. Januar 1983 in Bregenz; auch Friedrich Krcal) war ein österreichischer Maler.

## Leben
Der 19-jährige Sohn eines evangelischen Pfarrers begegnete 1907 dem Impressionisten Charles Palmié – einem Schüler und Freund des Impressionisten Claude Monet – malte mit ihm und beschloss, eine künstlerische Laufbahn einzuschlagen. Nach seinem Abitur (Matura) im Folgejahr beschäftigte er sich auf Studienreisen nach Norddeutschland intensiv mit der Landschaftsmalerei in der freien Natur (Plein-Air). Anschließend (1909–1911) studierte der auch musikalisch begabte Fritz Krcal an der Münchner Akademie Malerei bei Johann Becker-Gundahl, Gabriel von Hackl, Heinrich Knirr und Franz von Stuck und Kunstgeschichte bei Franz Burger.
An der Akademie änderte er zwar seinen Malstil, ließ sich aber sonst von seinen Lehrern wenig beeinflussen und beschäftigte sich vor allem mit kunsttheoretischen Fragen und der Musik.
Er beschäftigte sich ab 1911 mit Modezeichnen, Tanz (die Sacharoffs), Bühnenbildnerei (Parsifal) und ging schließlich nach Paris, wo er enge Kontakte zu den Fauvisten und Kubisten hatte und Kees van Dongen sowie Henri Matisse und Marc Chagall näher kennenlernte.
Die Fülle von neuen Eindrücken und insbesondere Persönlichkeiten aus der Kunst- und Theaterwelt weckten in Fritz Krcal neue Interessen. Neben seiner Ausbildung an der Akademie war er als Bühnenbildner an der Pariser Oper tätig. Der Ausbruch des Ersten Weltkrieges unterbrach seine Karriere mit einer dreijährigen Zwangsinternierung in Südfrankreich.
1917 kam Krcal in die Schweiz, wo er viele bedeutende Musiker (Ferruccio Busoni, Elly Ney, Volkmar Andreae) und Schriftsteller (Rainer Maria Rilke, Stefan Zweig, Rudolf Steiner) kennenlernte. Er schuf Aktzeichnungen, die durch ihre Betonung der Umrisslinie an seinen Lehrer Henri Matisse erinnern. Auch hielt er seine Eindrücke aus der Pariser Zeit in Porträts und Landschaftsbildern mit leuchtend expressiven Farben mit einem Hang ins Dekorative und Bühnenartige fest. Das von Steiner entwickelte Gedankengut beschäftigte ihn, da man in seiner der Anthroposophie nach Harmonie (Zustand „kosmischer Ruhe“) zwischen Farbe, Form und sogenannten „Bildklängen“ suchte.
1919/1921 unternahm er Studienreisen nach Italien (Ligurische Küste, Florenz, Siena, Mailand und schließlich Genua). Die modernen Strömungen in Italien wie die der Mailänder Künstlergruppe Novecento und der Pittura Metafisica beeinflussten seinen Malstil, der sich in den 1920er Jahren dem Magischen Realismus näherte.
1926 kehrte Krcal in seine Heimatstadt Bregenz zurück. Er stellte seine Werke auf Veranstaltungen der von Rudolf Wacker und anderen Künstlern des Bodenseegebietes im gleichen Jahr gegründeten Künstlergruppe Der Kreis aus. In vielen Porträts bezog er sich auf die Malerei des Trecento und Quattrocento. Daneben zeigten Kohlezeichnungen und Studienblätter sein von der Nachkriegsmisere geprägtes Künstlerleben als Gemüseanbauer und Imker in dem kleinen Dorf Nack.
Ab Mitte der 1930er Jahre zeigte sich in Krcals Wandbildern immer stärker der Einfluss der NS-Kunst. Krcals Verhältnis zum Nationalsozialismus wird kontrovers diskutiert. Seine Anhänger gestehen ihm zu, anfangs von NS-Ideologie geblendet gewesen zu sein und in seiner wirtschaftlich schwierigen Situation auf eine Anstellung im Lehrbereich gehofft zu haben. Erst später habe er mit großer Enttäuschung die eigentlichen Ziele des Nationalsozialismus erkannt und mit ihm gebrochen. Die Gegenseite verlangt die Umwidmung eines nach ihm benannten Weges, da er nicht nur am 7. November 1938 die Aufnahme in die NSDAP beantragte und aufgenommen wurde (Mitgliedsnummer 7.882.957), sondern auch drei Funktionsämter (Presseleiter, Kulturleiter und Blockleiter) wahrgenommen habe. Diese habe er zwar 1943 niedergelegt, aber nicht aus Protest gegen den Nationalsozialismus und ein Parteiaustritt sei nicht erfolgt.
In seiner frühen Zeit malte Krcal impressionistisch und pointillistisch.
In Bregenz entwickelte Krcal seinen persönlichen Stil und verwendete häufiger Wachsfarben. Nach dem Zweiten Weltkrieg entstanden seine reifsten Arbeiten. Er erhielt auch öffentliche Aufträge für Wandbilder und Glasfenster, z. B. die Wandbilder in der Volksschule Bregenz-Augasse und die Glasfenster der Fatimakapelle in Stollen (Gemeinde Langen bei Bregenz).